# Günther Hoffmann (Autor)
Günther Hoffmann (* 27. November 1911 in Neumühlen-Dietrichsdorf, jetzt Kiel; † 4. Dezember 1986 in Buxtehude) (Pseudonyme Günther H. Hoffmann-Koepping, Günther Hayo Hoffmann-Koepping und Peer Helkhendorff) war ein deutscher Autor und Intendant.

## Leben und Tätigkeit
Nach dem Schulbesuch am Reform-Realgymnasium in Breslau studierte Hoffmann von 1928 bis 1934 mit Unterbrechungen Theaterwissenschaften an der Friedrich-Wilhelms-Universität Breslau und der Friedrich-Wilhelms-Universität Berlin.
Zum 1. April 1932 schloss Hoffmann sich der NSDAP an (Mitgliedsnummer 1.055.461). Außerdem wurde er Mitglied der SA. Innerhalb der Partei gehörte Hoffmann eigenen Bekundungen zufolge zu den Sympathisanten der Brüder Gregor und Otto Strasser, die einen „linken“, von starker Akzentuierung der sozialistischen Punkte des Parteiprogramms geprägten Nationalsozialismus verfochten. Nachdem Otto Strasser sich Anfang der 1930er Jahre mit seinen Anhängern von der NSDAP abspaltete, da er den von Adolf Hitler verfochtenen Kurs als reaktionär und in unzureichender Weise um die Verwirklichung sozialistischer Ziele bemüht erachtete, will Hoffmann gesinnungsmäßig diesem gefolgt sein, aber als Informant der von Strasser gegründeten nationalsozialistischen Sezessionsgruppe Schwarze Front in der NSDAP verblieben sein.
Im Sommer 1931 kam Hoffmann in den Stab des damaligen Befehlshabers der SA in Schlesien, Edmund Heines. Nachdem er im September 1934 auf Veranlassung Heines’ am 4. Lehrgang der Reichsführerschule in München teilnahm, erhielt Hoffmann den Rang eines SA-Sturmbannführers. Anschließend wurde er mit Rücksicht auf seine Berufsausbildung für eineinhalb Jahre aus dem SA-Dienst beurlaubt.
Im Frühjahr 1933 wechselte Hoffmann in den Stab des Berliner SA-Chefs Karl Ernst. Aufgrund der Aufdeckung seiner Verwicklung in Betrügereien wurde er Anfang 1934 von der SA-Feldpolizei verhaftet, verbrachte er von Januar bis Mai 1934 einige Monate im KZ Oranienburg (Abteilung Sonderhäftlinge, Festung Oranienburg). Nach seinem Ausschluss aus der SA im Gefolge der Röhm-Affäre vom Sommer 1934 trat Hoffmann als Offiziersanwärter in die Reichswehr ein. Bis 1936 gehörte er dem Reiterregiment in Eisenach an.
1937 wurde Hoffmann erneut verhaftet. Zeitungsberichten von 1948 zufolge wurde ihm Betrug in 66 Fällen nachgewiesen und er deswegen zu einer Zuchthausstrafe verurteilt. In den folgenden acht Jahren bis 1945 wurde er nach der Verbüßung seiner Zuchthaushaft nacheinander als Sicherheitsverwahrter (Häftling mit grünem Winkel) in KZ-Haft in den Konzentrationslagern Esterwegen, Börgermoor, Brual-Rhede, erneut Börgermoor und Neuengamme festgehalten. Bei Kriegsende wurde er zusammen mit anderen Häftlingen von Neuengamme von der SS zwangsweise der SS-Sondereinheit Dirlewanger zugeteilt. Wenige Tage später, Anfang Mai 1945, gelangte er in Freiheit.
Im Sommer 1945 ließ Hoffmann sich in Hamburg nieder. Dort wurde er Mitarbeiter eines britischen Garnisons-Theaters. Im April 1946 übernahm er die Funktion des Intendanten der Shakespeare-Festspiele in Essen. Nach dem Ende dieses Engagements kehrte er nach Hamburg zurück. Dort wurde er abermals leitender Mitarbeiter eines Theaters. Außerdem war er kurzzeitig Sprecher und Hörspielautor beim Nordwestdeutschen Rundfunk. Zu diesem Zeitpunkt intensivierte er seine bereits in den 1930er Jahren begonnene künstlerische Tätigkeit und wurde hauptberuflicher Autor. Bis in die 1960er Jahre schrieb er diverse Werke für verschiedene erzählerische Genres: Dem Kürschner'schen Literaturkalender zufolge umfasst Hoffmanns Werk, das – da zahlreiche seiner Arbeiten für das Radio und als Bühnenaufführung angefertigt wurden – allerdings nur teilweise in Bibliotheken greifbar ist, „Drama, Lyrik, Roman, Novelle, Film, Hörspiel Ue [Übersetzungen]“. Ferner fertigte Hoffmann eine 1955 gesendete Hörspielübersetzung von Kenyon J. Scudders Werk Gefangene sind auch Menschen an.
Am 3. November 1948 wurde Hoffmann wegen Hochstapelei und Betruges in zwölf Fällen, Unterschlagung, Urkundenfälschung, unbefugten Führens eines Doktorgrades vom Landgericht Hamburg zu einer Haftstrafe verurteilt. Während der Untersuchungshaft wurde ihm zudem die Entfernung von Eigentumsstempeln von Büchern der Gefängnisbibliothek und die Ersetzung derselben durch seinen eigenen Stempel angelastet.

## Familie
Am 9. Mai 1958 heiratete Hoffmann Eva Hildegard Bartel.

## Werk
Als Verfasser:
- Marsch in die Nacht, chorische Hf. 1945;
- Aufstand der Rebellen, Tatsachenbericht 1955;
- Neun Spiele, Bü. [?] 1957;
- Der werfe den ersten Stein, Roman 1947
- Die Beichte des Cornells Pendergast, Novelle 1957.
- Experiment 234, Kriminal-Roman, 1957.
- Es rollt der grüne Wagen, 1957. (Roman)
- Interlunitan: Einführung in die Interlinguistische Dezimale Universal-Klassifikation [INTERLUN] und die Technische Hilfssprache UNITAN für elektronische datenverarbeitende Übersetzungsgeräte [COMPLATER], 1967.

Als Bühnenregisseur
- Der Weg nach oben, 34
- Marsch in die Nacht, 1945
- Neun Spiele, 1956.

## Archivarische Überlieferung
- Institut für Zeitgeschichte: MS 594/1: Günther Hoffmann-Koepping „Ich überlebte die Röhm-Revolte“ (Schilderung der Vorgeschichte, Hintergründe und des Verlaufes des Röhm-Putsches von 1934; im Anhang: Totenliste; Erwerbskorrespondenz sowie Stellungnahme Karl Buchheims vom 24. Juli 1951)